# 2247 Hiroshima
För andra betydelser, se Hiroshima (olika betydelser).
2247 Hiroshima eller 6512 P-L är en asteroid i huvudbältet som upptäcktes den 24 september 1960 av den nederländsk-amerikanske astronomen Tom Gehrels och det nederländska astronomparet Ingrid van Houten-Groeneveld och Cornelis Johannes van Houten vid Palomarobservatoriet. Den är uppkallad efter den japanska staden Hiroshima.
Asteroiden har en diameter på ungefär 4 kilometer.